# 白いうた 青いうた
白いうた 青いうた（しろいうた あおいうた）は、日本の作曲家新実徳英と日本の詩人谷川雁によって1989年から1995年まで作曲された合唱曲のシリーズ。合唱曲としては珍しく、曲が先に作られた後に谷川により詞が作られた。全100曲を目標に作られていたが、谷川の死により53曲で止まった。
2004年から鹿児島で「白いうた青いうたフェスティバル in kagomma」が開催されている。

## 成立
新実と谷川が初めて出会ったのは1984年（昭和59年）、間宮芳生の紹介による。
新実は「日本語のイントネーションに縛られることなく節を書きたかった」として、谷川に「曲先行でだれでもうたえる歌を書きたい」「そういう仕事をやっているんだけど、なかなかうまくいかないのですよ」と谷川に話したところ、谷川は「朝飯前とは言わないけれど、僕にやらせてみたまえ」と返し、先に音楽があって、後から詞を入れるスタイルでの共同製作が始まった。作成手段としては、まず新実がヴォカリーズで歌い、ピアノを弾いて、そのテープと譜面を谷川に送る。谷川はそれを何度も聴き、詞を付ける。新実は「いわば「平成の唱歌」を作ろうというねらい」だったとする。
新実の創る旋律は世界各地の色々な民族色のある旋律を取り入れて作ったり、あるいは自分で作ったりと、色々な手法を試みている。「「白いうた青いうた」は旋律というものに対して少し啓蒙的な役割を与えられたら、と思って始めたところがあるんです。合唱のアンサンブルとは非常に高度なものですが、音楽の基本は旋律をきちんと歌える、演奏できることだと思っていますから。それを合唱人のみなさんにも体験してもらいたい。（中略）もともと単旋律で書かれたものを二部に直していますから、旋律というものがどんなふうにできているのかを具体的に自分の体験として勉強してもらえると思います」としている。
新実はこの頃から「いいものは向こうからやって来る。だからそれを待っていればいい。自分で頑張って書こうとするのはおこがましい」として、作曲に関する考え方が大きく変わったとしている。また同時期にこの曲とは対極にある抽象的なオーケストラ作品も書いていて、「とにかく両極端をやる、と。これが楽しかった」「もっとシリアスにこれまで試みたことのない語法で書くことと、この「白いうた青いうた」と、どっちかだけをやればいいと思うようになりました。いわゆる普通の合唱曲に関心がなくなってしまいましたね」ともしている。

## オリジナル作品リスト
以下はオリジナルとして刊行された、「十代のための二部合唱曲集（のちに「三世代のための～」に改題）」（音楽之友社）の曲順のもの。
1. - 20.が1991年9月刊行の第1集収録、21. - 42.までが1993年9月刊行の第2集収録、43. - 53.までが1995年12月刊行の第3集収録作品である。
基本はピアノ伴奏付き二部合唱であるが、打楽器が必要な作品や斉唱の作品など例外もある。
1. 十四歳
2. ともだちおばけ
3. 薔薇のゆくえ
4. 自転車でにげる
5. 南からの人々
6. 落葉
7. 島原
8. ぼくは雲雀
9. はたおりむし
10. ねむの木震ふ
11. 二十歳
12. 壁きえた：ベルリンの壁崩壊を歌ったもの。
13. こびとのひげ
14. アルデバラン
15. ふたりで
16. 砂よ
17. 就職
18. 北のみなしご
19. 鳥舟
20. 春つめたや
21. 青い花
22. 夜と昼
23. ライオンとお茶を
24. 北極星の子守歌
25. 八月の手紙
26. 夢幻
27. ぶどう摘み
28. 傘もなく
29. なまずのふろや
30. とげのささやき
31. このみちゆけば
32. 火の山の子守歌
33. ぶどうとかたばみ：副題、ボスニア・ヘルツェゴヴィナに。
34. わらべが丘
35. なぎさ道
36. 忘れ雪
37. いでそよ人を
38. ぼくという名のひとり
39. しらかば
40. 無名
41. 海
42. 南海譜
43. 火の粉
44. 盲導犬S
45. 高二の肖像
46. 卒業
47. 春
48. 中世風
49. 夏のデッサン
50. 恐竜広場
51. ちいさな法螺
52. あしたうまれる
53. われもこう

## 再編曲作品リスト
上記オリジナルの作品を元に、メロディを損なうことなく様々な形態に新実徳英自身が編曲したもの。
構成曲を上記リストの番号で表記する。また年月は音楽之友社からの発行日である。

### 独唱曲
- 独唱とピアノのための「白いうた 青いうたI」1997年4月：11, 34, 14, 27, 16, 28, 4, 9, 18, 39, 21, 47, 19, 20, 10, 5, 35, 36, 37, 40, 17, 32
- 独唱とピアノのための「白いうた 青いうたII」1997年4月：12, 41, 43, 48, 49, 43, 29, 1, 51, 46, 52, 38, 26, 25, 53, 33, 7, 3, 42, 30, 24

### 合唱曲
- 女声と連弾ピアノのための合唱曲集「ねむの木震ふ」1992年6月：1, 4, 5, 11, 7, 14, 12, 10
- 男声合唱曲集「壁きえた」1995年6月：14, 17, 33, 11, 12, 18, 20, 24
- 混声合唱曲集「ぶどう摘み」1996年5月：27, 22, 9, 35, 31, 51, 46, 23
- 無伴奏混声合唱のための「北極星の子守歌」1997年5月：41, 53, 40, 4, 34, 29, 18, 24
- 無伴奏男声合唱のための「あしたうまれる」1998年11月：53, 52, 40, 42, 22, 44, 51, 46
- 女声/男声合唱とピアノのための「われもこう」1999年7月/2001年5月：3, 36, 43, 35, 30, 53, 17, 46
- 女声（同声）合唱とピアノのための「ぼくは雲雀」2000年7月：4, 15, 35, 52, 51, 8, 34, 23
- 女声合唱とピアノのための「はたおりむし」2000年7月：9, 20, 48, 13, 25, 50, 33, 24
- 女声合唱とピアノのための「火の山の子守歌」2003年11月：21, 26, 28, 6, 49, 28, 47, 32
- 女声合唱とピアノのための「南海譜」2004年4月：41, 19, 27, 29, 37, 16, 39, 42
- 混声合唱とピアノのための「なぎさ道」2008年6月：11, 12, 35, 37, 42, 20, 51, 46
- 女声（同声）合唱とピアノのための「ともだちおばけ」2022年10月：31, 22, 1, 2, 44, 18, 45, 40

また本人以外の合唱編曲として、荻久保和明編曲のものがある。
- 合唱組曲「白いうた 青いうた」より（2006年10月初演）：12, 34, 3, 30, 17

### 器楽曲
- 「ヴァイオリン・ソング・ブック Vol.1」2000年11月
- 「ヴァイオリン・ソング・ブック Vol.2」2000年11月
- 「ヴァイオリン・ソング・ブック Vol.3」2001年1月
- 「ピアノソングブック Vol.1」2016年9月

### 関連図書
- 『うたの不思議 『白いうた 青いうた』の秘密』：新実自身による全曲に解説をした著作。